# Myophthiria queenslandae
Myophthiria queenslandae är en tvåvingeart som beskrevs av Maa 1980. Myophthiria queenslandae ingår i släktet Myophthiria och familjen lusflugor. Inga underarter finns listade i Catalogue of Life.